# ラ・ジャヴァネーズ
「ラ・ジャヴァネーズ」（La Javanaise）は、セルジュ・ゲンスブールが作詞・作曲した楽曲である。題名から一見「Javanais」（ジャヴァネ）という言葉遊びが連想されるこの楽曲は、女優・ジュリエット・グレコに捧げられたものである。1962年のある夏の夜、ジュリエット・グレコとセルジュ・ゲンスブールは、ヴェルヌイユ通り33番地にあるグレコの邸宅の広いサロンでレコードを聴きシャンパンを飲みながら過ごし、翌日、ゲンスブールはグレコに「ラ・ジャヴァネーズ」を贈った。ゲンスブールはこの曲を一晩で作った。1963年、グレコとゲンスブールによりレコードが発表された。

## レコーディング
- セルジュ・ゲンスブール版
  - レコーディング日 : 1963年1月、Studio Fontana (ロンドン)
  - 編曲・指揮 : Harry Robinson
  - プロデューサー : Jacques Plait
  - フォーマット : 45rpm EP Philips 432-862
  - 時間 : 2分29秒
  - リリース日 : 1963年3月[3]

- ジュリエット・グレコ版
  - レコーディング日 : 1963年4月4日、Studio Blanqui (パリ13区)
  - 編曲・指揮 : Jean-Michel Defaye
  - フォーマット : 45rpm S Philips 373-156
  - 時間 : 2分30秒
  - リリース日 : 1963年5月[3]

- 発行元 : Warner Chappel Music Publishing, Melody Nelson Publishing[5]

## カバー
- ヴェロニク・サンソン - 彼女とゲンスブールとのデュエットが公開されている[6]。
- ヴァネッサ・パラディ/ミシェル・サルドゥー/パトリック・ブリュエル/ローラン・ヴールズィ - 1990年、「フランス版グラミー賞」とも形容されるフランス最大級の音楽賞「Victoires de la musique」にて[7]。サルドゥー、ブリュエル、ヴールズィ、パラディが順々に「ラ・ジャヴァネーズ」を歌うオマージュにゲンスブールは感極まる[8]。
- ジェーン・バーキン - アルバム『アラベスク』（2002年）他、ベストアルバム等に収録。かつてバーキンはコンサートの最後にこの曲を歌っていた[9]。2011年3月の原子力事故を伴う日本における大震災に、バーキンがビデオメッセージとともに日本の人々に捧げ歌ったのが「ラ・ジャヴァネーズ」であった[9]。そしてバーキンは家族が反対するなか震災の翌月に日本へ行った[10]。
- イギー・ポップ - アルバム『Après』（2012年）収録。
- メイヤー・ホーソーン - 2016年に無料配信を実施[11]。
- ジュリアン・ドレ - アルバム『&〜愛の絆〜』（2017年）日本盤限定で、ジュリアン・ドレが日本語で歌う「ラ・ジャヴァネーズ」が収録された[12]。日本語詞にあたり、概ね原詞に沿いつつ意訳と省略の併用が見られる。日本語版「ラ・ジャヴァネーズ」は、このアルバムのプロモーションとして公開されている[13]。

## 映画における使用
- 『Dieu seul me voit (Versailles-Chantiers)』（1998年）
- 『ダ・ヴィンチ・コード』（2006年） - フランスの警察官の車で流れる。
- 『ゲンスブールと女たち』（2010年） - ゲンスブールがグレコに「ラ・ジャヴァネーズ」を聴かせる場面がアンナ・ムグラリス（グレコ役）とエリック・エルモスニーノ（ゲンスブール役）によって再現されている[14]。
- 『バードピープル Bird People』（2014年）
- 『シェイプ・オブ・ウォーター』（2017年） - マデリン・ペイルーによる歌唱。